# Solidarité (droit français)
Pour les articles homonymes, voir Solidarité et Solidarité (droit).
Ne doit pas être confondu avec Obligation in solidum (droit français).
En droit français, la solidarité est une communauté qui existe entre des personnes physiques ou morales qui sont tenues conjointement d'exécuter une obligation en raison de la loi, d'une convention ou d'un jugement. 

## Étymologie
Le terme solidaire apparaît en français au début du XVe siècle avec le sens juridique de " commun à plusieurs, chacun répondant du tout "; au XVIIIe siècle il y a une extension de sens depuis la locution latine juridique in solidum, proprement « pour le tout », du neutre de l'adjectif solidus.

## Droit civil
La solidarité peut porter sur une obligation de faire ou de payer, sur une dette légale, contractuelle, délictuelle, quasi-délictuelle ou liée à la possession commune d'une chose ou d'un droit (par exemple pour les colocataires solidaires qui ont en commun l'obligation de payer le loyer). Les parents sont solidairement tenus de pouvoir à l'éducation et à l'entretien de leurs enfants. 
Chacune des personnes solidaires peut se voir exiger l'intégralité de la dette, à charge pour elle de se retourner contre les autres pour leur réclamer le montant qu'elle a payé sur leur part.
La solidarité des débiteurs signifie que le créancier peut demander le paiement pour l'intégralité de la dette à n'importe lequel des débiteurs.
Selon le Code civil français, « La solidarité entre les débiteurs oblige chacun d’eux à toute la dette. Le paiement fait par l’un d’eux les libère tous envers le créancier. » Le Code civil dispose également que « la solidarité est légale ou conventionnelle ; elle ne se présume pas », c’est-à-dire qu'elle doit résulter d'une mention explicite de la loi ou d'un contrat.

### Assurances

#### Sociétés mutuelles et coopératives
La notion a été étudiée par Charles Gide à la fin du XIXe siècle ; théoricien de l'École de Nîmes, mouvement coopératif français, il a développé les idées de coopération émancipatrice à partir de 1886.
Pour des articles plus généraux, voir Mutuelle et Coopérative.

## Droit pénal
En droit pénal français, Les complices d'un délit ou d'un crime sont toujours solidairement responsables pour réparer les préjudices civils.

## Droit administratif

### Impôts et taxes
L’État pratique une redistribution des revenus et des richesses que les hommes politiques élus justifient, selon leur tendance politique, par un « devoir de solidarité » entre membres d'une même société, par une augmentation des inégalités sociales menaçant la cohésion sociale, ou par une confiscation des richesses produites par le travail au profit du capital, nécessitant une redistribution des richesses. Selon les plus libéraux, économiquement parlant, cette pratique tend vers l'assistanat et la spoliation étatique.

### Cotisations sociales
Dans le vocabulaire administratif, le mot solidarité est utilisé en France pour désigner des prélèvements obligatoires sans contrepartie personnelle. Par exemple, en France, certains exploitants sont redevables d'un prélèvement obligatoire dit "cotisation de solidarité", qui contribue au financement de la Mutualité sociale agricole sans leur donner droit aux prestations sociales correspondantes; de même, l'Impôt de solidarité sur la fortune, n'est ni plus ni moins "solidaire" que n'importe quel autre impôt. Plus généralement, le mot solidarité est souvent utilisé comme un substitut de notions idéologiquement connotées, désuètes ou susceptibles d'interprétations négatives telles que charité, aumône ou assistance, et sans référence au sens initial. Il fait partie, à cet égard, du vocabulaire français politiquement correct.

## Droit de l'Union européenne
La Charte des droits fondamentaux de l'Union européenne institue, dans le chapitre 4 - "Solidarité", certains droits fondamentaux dans les champs des droits sociaux
Depuis la fin du XXe siècle, et en particulier depuis le Sommet de la Terre de Rio, on parle aussi de solidarité transgénérationnelle  (ou envers les générations futures, et de solidarité écologique, thèmes retrouvés dans le projet de "Pacte de solidarité écologique" sur le site du ministère de l'Écologie,.
Beaucoup d'organisations non gouvernementales mettent en avant des motivations de solidarité.